# Округ Онајда (Висконсин)
Округ Онајда (енгл. Oneida County) је округ у америчкој савезној држави Висконсин.

## Демографија
По попису из 2010. године број становника је 35.998, што је 778 (-2,1%) становника мање него 2000. године.
| Група             | 2000.          | 2010.          |
| Белци             | 35.794 (97,3%) | 34.560 (96,0%) |
| Афроамериканци    | 121 (0,3%)     | 152 (0,4%)     |
| Азијати           | 109 (0,3%)     | 188 (0,5%)     |
| Хиспаноамериканци | 244 (0,7%)     | 385 (1,1%)     |
| Укупно            | 36.776         | 35.998         |